# SStB Cittanova - Pottenstein
Az SStB  Cittanova - Pottenstein egy Engerth rendszerű ún. támasztószerkocsis gőzmozdonysorozat volt az osztrák-magyar Südliche Staatsbahnnál (SStB).
Az SStB ezt a kilenc mozdonyt a Bécsújhelyi Mozdonygyárban építtette. 1856-ban épültek és a 165-168 valamint 171-175 pályaszámokat, továbbá a CITTANOVA, ILLYRIEN, VELDES, MIRAMARE, ÖDENBURG, DORNAU, SAUERBRUNN II (1857-ben KÜSTENLAND-ra átnevezve), TERNITZ és POTTENSTEIN neveket kapták. Ezek mind Engerth-féle szerkocsival csuklósan egybeépített mozdonyok voltak, melyek az üzemben nem váltak be.
A sorozat mozdonyai az állami vasúttársaságok privatizációjával a Déli Vasúthoz kerültek, ahol az 1 sorozatba lettek beosztva. 1863-ban selejtezték őket.

## Fordítás
- Ez a szócikk részben vagy egészben  a   SStB – Cittanova bis Pottenstein című német Wikipédia-szócikk fordításán alapul.  Az eredeti cikk szerkesztőit annak laptörténete sorolja fel. Ez a jelzés csupán a megfogalmazás eredetét és a szerzői jogokat jelzi, nem szolgál a cikkben szereplő információk forrásmegjelöléseként. - Az eredeti szócikk forrásai szintén ott találhatóak.